# Yechiel Michel Epstein
Yechiel Michel Epstein, in ebraico יחיאל מיכל הלוי אפשטיין‎? (Babrujsk, 24 gennaio 1829 – Navahrudak, 24 febbraio 1908), spesso chiamato l'Aruch ha-Shulchan (dalla sua opera principale Aruch HaShulchan), fu un rabbino e posek (giurista esperto di legge ebraica) in Lituania. Il suo cognome è spesso preceduto da ha-Levi, poiché discendente da una famiglia di Leviti.

## Biografia
Yechiel Michel Epstein nacque in una famiglia di ricchi mercanti di forniture militari per l'esercito zarista a Babrujsk, nell'Impero russo (attualmente in Bielorussia). Sua moglie era la sorella di Naftali Zvi Yehuda Berlin (detto il Netziv), che sarebbe diventato il Rosh yeshiva (rettore) della rinomata Yeshivah Volozhin.
Epstein studiò la Torah localmente e fu incoraggiato a farlo dal rabbino della città e dai genitori (il concetto di una yeshivah fuori città stava prendendo piede molto lentamente). Dopo essersi sposato venne ordinato rabbino, ricevendo la relativa semicha (licenza rabbinica), e accettò il suo primo incarico.
Epstein divenne quindi rabbino di Novozybkov (a est di Homel', ora nella regione di Bryansk), cittadina con un numeroso gruppo di ebrei chassidici, aderenti in maggioranza al movimento Chabad Lubavitch.
Nove anni dopo aver accettato il posto rabbinico a Novozybkov, nel 1863 Epstein fu nominato rabbino di Navahrudak, dove servì per 34 anni, fino alla morte. Lì fu riconosciuto come posek (decisore di legge halakhica) e compose la maggior parte dei suoi scritti a Navahrudak.
Epstein si interessò di molte opere di carità. Fu particolare sostenitore e amico di Rabbi Shmuel Salant, Rabbino capo di Gerusalemme, e scrisse spesso sull'obbligo di tutti gli ebrei di aiutare l'organizzazione caritatevole "Rabbi Meir Baal Haneis Salant" fondata a Israele da Rabbi Salant nel 1860.
Epstein morì il 22 Adar II 5668 (1908) ed è seppellito a Navahrudak. Suo figlio, Rabbi Baruch Epstein, fu un contabile di professione ma produsse una quantità di opere specialistiche e popolari, tra cui il commentario biblico Torah Temimah.

## Opere
- Aruch HaShulchan, opera di Halakhah, che traccia le origini di ciascuna legge e tradizione fino alle rispettive origini, riporta le opinioni dei Rishonim e arriva alla psak (decisione giuridica) - spesso (ma non sempre) supportata dagli Acharonim;
- Aruch HaShulchan he'Atid (Apparecchiando la Tavola del Futuro) - opera parallela dello Arukh HaShulkhan, che riassume ed analizza le leggi ebraiche applicabili in tempi messianici; questa opera divenne più importante quando le comunità contadine ebree si ristabilirono in Israele, poiché molte leggi agricole in forza solo in Israele vengono esaminate in questo testo;
- Or li-Yesharim (commentario dell'opera classica Sefer ha-Yashar, attribuita al Tosafista Rabbi Yaakov ben Meir, detto Rabbeinu Tam);
- Mical ha-Mayim - commentario del Yerushalmi;
- Leil Shimurim - commentario dell'Aggadah.